# Linden-Gelbeule

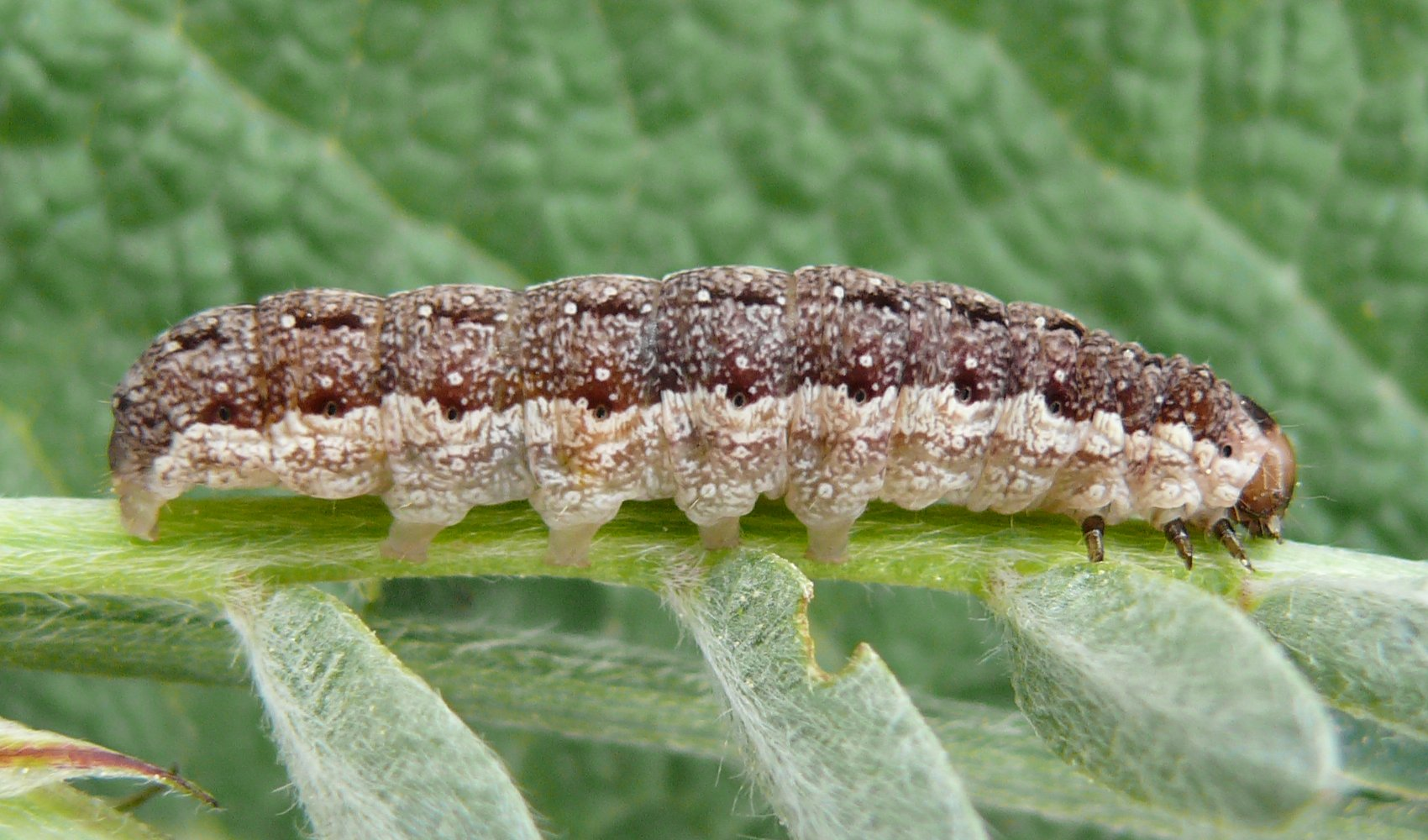
Raupe der Linden-Gelbeule

Die Linden-Gelbeule (Tiliacea citrago) oder auch Streifen-Gelbeule ist ein Schmetterling aus der Familie der Eulenfalter (Noctuidae). Der Falter ist wie die Bleich-Gelbeule (Xanthia icteritia) ein ausgesprochener Herbstschmetterling und fliegt zwischen August und Oktober.

## Merkmale
Die Vorderflügel von Tiliacea citrago sind gelb bis ziegelrot. Zwei dunklere Querbinden unterscheiden die Art deutlich von den verwandten Arten.
Die graugrüne Raupe ist mit weißen Linien und Flecken gezeichnet und, wie der Name bereits vermuten lässt, von Ende April bis Juni beispielsweise an Winterlinden (Tilia cordata) und anderen Tilia-Arten zu finden.
Die Eier überwintern.

## Ähnliche Arten
- Violett-Gelbeule (Xanthia togata)
- Bleich-Gelbeule (Xanthia icteritia)
- Gold-Gelbeule (Xanthia aurago)

## Vorkommen
Die Tiere sind in Mitteleuropa weit verbreitet, doch nirgendwo mehr häufig. In den letzten Jahren sind die Bestände gebietsweise so stark zurückgegangen, dass der Falter, wie zum Beispiel in Rheinland-Pfalz, unter RL3 (gefährdet) auf der Roten Liste eingestuft ist. Die Streifen-Gelbeule bevorzugt lichte Wälder mit Lindenbeständen, aber auch einzelne Lindengruppen in offenem Gelände. Im hohen Norden fehlen die Tiere.